# João Albuquerque
João Duarte Albuquerque (ur. 25 grudnia 1986 w Barreiro) – portugalski polityk, przewodniczący socjalistycznej młodzieżówki YES (2017–2019), deputowany do Parlamentu Europejskiego IX kadencji.

## Życiorys
Ukończył politologię i stosunki międzynarodowe na Universidade Nova de Lisboa, uzyskał magisterium z historii i stosunków międzynarodowych w ISCTE – Instituto Universitário de Lisboa. Pracował m.in. jako nauczyciel, później na politycznych stanowiskach doradczych. Działacz Partii Socjalistycznej i jej organizacji młodzieżowej Juventude Socialista. W 2017 został przewodniczącym europejskiej socjalistycznej młodzieżówki YES, którą kierował do 2019.
W 2019 kandydował z ramienia socjalistów w wyborach europejskich. Mandat europosła objął we wrześniu 2022 w miejsce Manuela Pizarro. Dołączył do frakcji Postępowego Sojuszu Socjalistów i Demokratów.